# Friend Like Me
«Самый лучший друг» (англ. Friend Like Me, дословно — «Друг, как я») — песня из диснеевского мультфильма 1992 года «Аладдин» и одноимённого фильма 2019 года. Автор музыки — Алан Менкен, текста — Ховард Эшман.
В мультфильме песню исполнил Робин Уильямс в его роли Джинни (русский дубляж — Виктор Кривонос). Песня также исполняется Уиллом Смитом в ремейке 2019 года (русский дубляж — Алексей Чумаков).
Песня была номинирована на премию Оскар за лучшую песню к фильму, и премию Золотой глобус за лучшую оригинальную песню в 1993 году, но проиграла песне A Whole New World, также из Аладдина в обоих наградах.

## Производство
Песня была первоначально разработана как биг-бэнд в стиле Кэба Кэллоуэйа. После того, как Робин Уильямс получил роль, он был переименован в более комедийную песню, наполненную поп-культурой.
ScreenCrush объясняет, что остатки предыдущей версии фильма можно увидеть в этой последовательности:
Оригинальный дизайн Аладдина был моложе, более мультяшный, и основан на актёре Майкле Дж. Фоксе. Но Джеффри Катценберг хотел изменить дизайн, опасаясь, что Аладдин не будет подходящим ведущим человеком для прекрасной Жасмин. Таким образом, дизайн Аладдина был переработан, чтобы быть меньше Майкла Дж. Фокса и больше Тома Круза. Тем не менее, анимация в фильме уже началась, поэтому вы можете увидеть следы старого дизайна Аладдина во время песни «Друг как я».

## Синопсис
Джинн является сверхъестественным персонажем — и поэтому он часто использует анахронизмы, такие как неоновый знак «Аплодисменты» в конце музыкального номера, а также другие явления современной культуры, не существовавшие во времена жизни Аладдина.
После того, как Аладдин выпускает Джина из своей лампы, и Джин объясняет, что он может дать Аладдину почти всё, в пределах трёх желаний, Джинн доказывает свою почти всемогущую силу скептическому вору впечатляющим музыкальным номером, подчёркивая, что он лучший друг, чем все остальные. Эта песня похожа на использование современных ссылок в «Вы наш гость» в исполнении Люмьера из «Красавицы и Чудовища» и «Ей нужен ты» в исполнении Горгулий в «Горбуне из Нотр-Дама».

## Критический приём
Spirituality & Practice описали песню как «большое количество производства фильма».
В обзоре бродвейской версии фильма BuzzFeed пишет, что «Семь с половиной минут „Друг как я“ является лучшим номером в этом сезоне и потрясающим спортивным участием». NewYork.com писал: «Редко, когда номер получает овации посреди шоу, но „Друг как я“ [заставляет их] стоять в проходах перед антрактом».

## В популярной культуре
В 1995 году Элвин и бурундуки сделали обложку на песню для своего концептуального альбома в стиле Диснея «When You Wish Upon a Chipmunk».
Шон Джонсон и Марк Баллас танцевали песню в качестве квикстепа в восьмом сезоне «Танцев со звёздами». 5 неделя 18 сезона, была посвящена теме Диснея и включал в себя быстрый шаг к «Друг как я» Дрю Кэри и Шерил Берк, и показало оживлённого Джина, танцующего вместе. Танец считал в общей сложности 28 из четырёх судей (включая приглашённого судью Донни Осмонда). Его также танцевали Элисон Хэммонд и Алжаз Скоржанец в седьмой неделе 12 серии, британской версии шоу. Их Чарльстон к этой песне набрал в общей сложности 27 судей.
В 1996 году Тупак Шакур записал песню «Никогда не было такого друга как я», которая интерполирует «Друг как я». Эта песня включена в оригинальный саундтрек 1997 года для фильма «В тупике».
Ни-Йо спел песню для американской версии We Love Disney 2015 года.
Уилл Смит, как Джин, исполняет песню в ремейке 2019 года, и как рэп в конце титров, с DJ Khaled.

## Чарты
Версия Уилла Смита
| Чарты (2019)                    | Позиция |
| ------------------------------- | ------- |
| New Zealand Hot Singles (RMNZ)  | 33      |
| Шотландия (OCC Scotland)        | 49      |
| South Korea (Gaon)              | 96      |
| Великобритания (OCC UK Singles) | 95      |